# Auvers-sous-Montfaucon
Auvers-sous-Montfaucon é uma comuna francesa na região administrativa do País do Loire, no departamento de Sarthe. Estende-se por uma área de 8 km². Em 2010 a comuna tinha 245 habitantes (densidade: 30,6 hab./km²).